# دژ کرناکوسکی
دژ کرناکوسکی (انگلیسی: Kärnäkoski Fortress) یک دژ فنلاندی واقع در کرناکوسکی است که توسط روسیه بین سال‌های ۱۷۹۱ تا ۱۷۹۳ برای محافظت از سنت پترزبورگ ساخته شده‌است.
دژ کرناکوسکی تنها ۱۵ سال از مرز شمال غربی روسیه محافظت می‌کرد. در آن زمان این قلعه یکی از پایگاه‌های ناوگان سایما روسیه نیز بود. پایگاه‌های دیگر قلعه اولاوینلیننا در ساون‌لینا بود.

## پیشینه
هنگامی که مرز روسیه و سوئد پس از جنگ فنلاند در سال ۱۸۰۹ به سمت غرب رودخانه تورن منتقل شد، قلعه‌های جنوب شرقی فنلاند از جمله دژ کرناکوسکی ارزش نظامی خود را از دست دادند، در سال ۱۸۳۵ تزار نیکلاس اول استحکامات داخلی را که اکنون اضافی بودند، بست. در نتیجه، قلعه‌ها خلع سلاح شدند، ساختمان‌ها و تجهیزات باقی مانده به حراج گذاشته شدند و دیوارها و استحکامات بدون مراقبت رها شدند.
دژ کرناکوسکی برای محافظت در برابر تهدید سوئد ساخته شد، اما هرگز در آن اقدامی علیه دشمن مورد نظر انجام نشد. در طول جنگ فنلاند، تنها جنگ بین سوئد و روسیه زمانی که قلعه در حال استفاده بود، نبرد در خارج از قلعه رخ داد زیرا ارتش سوئد قبل از پیشروی روس‌ها از مرز عقب‌نشینی کرد و از نبرد اجتناب کرد. صد سال بعد، در طول جنگ داخلی فنلاند، چندین نبرد در اطراف رخ داد.